# Chagualo
El Chagualo es un barrio que queda ubicado en la comuna 10 de Medellín, desde la Calle Barranquilla y de la U de A hasta Metro Cencosud y desde la Avenida del Ferrocarril hasta la Regional.
Posee una estación de Metroplús de nombre homónimo en su costado oriental.

## Historia
Don Julio el primer habitante del barrio recuerda con mucha lucidez y nostalgia como el señor Carlos Vásquez Latorre, hijo de don Miguelito Vásquez, loteó los terrenos de su padre pensando en la construcción de un barrio cercano a Medellín. Para entonces la ciudad solo estaba concebida como el terreno donde ahora es el Parque de Berrío y el sector de Guayaquil. El barrio El Chagualo se usaba primero para el pastoreo y el ganado, el cual contaba con tan sólo una vía de acceso por un rudimentario puente de hierro en lo que hoy es la Carrera Carabobo. Por mucho tiempo al barrio lo llamaban Los Álamos, en cambio otros le decían Estación Villa ya que en este barrio había una estación del Ferrocarril de Antioquia con ese nombre, esto se daba porque el barrio desde hace muchos años hasta finales de los 90s se consideraba como una zona industrial razón por la que no aparecía en los mapas; además no se le tenía un nombre predefinido. No fue sino entre finales de los 90s y principios de los 2000 que se dio el nacimiento de la acción comunal siendo su primer presidente el señor Libardo, de ahí el barrio tomó el nombre de El Chagualo.
A El Chagualo llegaron industrias tan importantes para el progreso de la ciudad como Pepalfa que en la actualidad es el centro comercial mol fontana, Fatelares donde ahora está Easy y Metro Cencosud, Helados la Fuente que hoy en día es el conjunto de edificios Torres de la fuente, también había otra empresa llamada Telecenter que se enfocaba en las comunicaciones. En las épocas navideñas en una antena gigante ponían alumbrados de una media luna la cual se podía ver en todo el barrio, eso motivó a que el barrio fuera considerado más una zona industrial que residencial de ahí que hoy, el desarrollo económico de la zona esté dedicado a las labores industriales y de mecánica.
Empezar no fue nada fácil para Don Julio. Afortunadamente recibió un gran apoyo por parte del señor Vásquez quien le prestaba el dinero necesario para levantar un negocio de abarrotes y un pequeño apartamento. El apunte de cuentas parece nunca cambiar. En cartones anotaban las deudas y recibía una “boletica” cada vez que se endeudaba.
Poco a poco Don Julio salió de las deudas y así mismo fue como el barrio salió a flote. Fue testigo de como más y más personas llegaban al lugar. Los potreros se convirtieron en vías de gravilla y las vacas reemplazadas por la presencia de cada vez más habitantes.

## Acceso y vías
El principal medio de acceso es el Metroplús, dado que existen dos estaciones localizadas en el perímetro del barrio: Chagualo y Ruta N, ambas ubicadas en el separador central de la Avenida del Ferrocarril, en el límite oriental del barrio.